# Federação de Futebol de Aruba
A Federação de Futebol de Aruba (em holandês: Arubaanse Voetbal Bond, ou AVB) é o órgão dirigente do futebol em Aruba. Ela é a responsável pela organização dos campeonatos disputados no país, bem como da Seleção Nacional.